# V.I.P (시드의 노래)
〈V.I.P〉(브이아이피, 일본어: ブイアイピー)는 시드의 13번째 싱글로 2012년 11월 21일에 Ki/oon Music에서 발매되었다.

## 개요
전작부터 약 6개월만에 발매되는 2012년 2번째 싱글. 표제곡〈V.I.P〉는 TV 애니메이션《마기》의 전기 오프닝 테마로 기용되었다. 판매 형태는 초회한정반A·B, 통상반 기간한정반의 4종 발매, 초회한정반에는 표제곡의 PV를 거둔 DVD가 동봉되어 있다. 또한 기간한정반에는 알라딘과 알리바바 사르쟈의 일러스트가 그려져 있다.

## 수록곡

### 초회한정반·통상반
1. V.I.P [3:14]
작곡: 御恵明希, 편곡: 시드, 에디셔널 어레인지: Takayuki Kato, 스트링스 어레인지: 요시다 쇼헤이
TV 애니메이션《마기》전기 오프닝 테마
생동감 있는 업템포로 감정적인 노래[1].
2. 주마등(走馬灯) [4:00]
작곡: Shinji, 편곡: 시드·西平彰
3. Sympathy （Live from TOUR 2012 『M&W』） [3:43]
작곡: 御恵明希, 편곡: 시드

DVD
초회한정반A
1. TOUR 2012 『M&W』 ライブ映像 （Ver.A）

초회한정반B
1. TOUR 2012 『M&W』 ライブ映像 （Ver.B）

### 기간한정반
1. V.I.P  [3:14]
2. 走馬灯 [4:00]
3. Sympathy （Live from TOUR 2012 『M&W』） [3:46]
4. V.I.P -アニメVer.- [1:33]
5. V.I.P -Instrumental-